# Jensenia connivens
Jensenia connivens là một loài rêu trong họ Pallaviciniaceae. Loài này được (Colenso) Grolle mô tả khoa học đầu tiên năm 1964.